# Aulotrachichthys novaezelandicus
Aulotrachichthys novaezelandicus is een straalvinnige vissensoort uit de familie van de zaagbuikvissen (Trachichthyidae). De wetenschappelijke naam van de soort is voor het eerst geldig gepubliceerd in 1980 door Kotlyar.